# Ной-Больтенгаген
Ной-Больтенгаген (нім. Neu Boltenhagen) — громада в Німеччині, розташована в землі Мекленбург-Передня Померанія. Входить до складу району Передня Померанія-Грайфсвальд. Складова частина об'єднання громад Лубмін.
Площа — 24,37 км2. Населення становить 570 ос. (станом на 31 грудня 2020).